# Pesjer

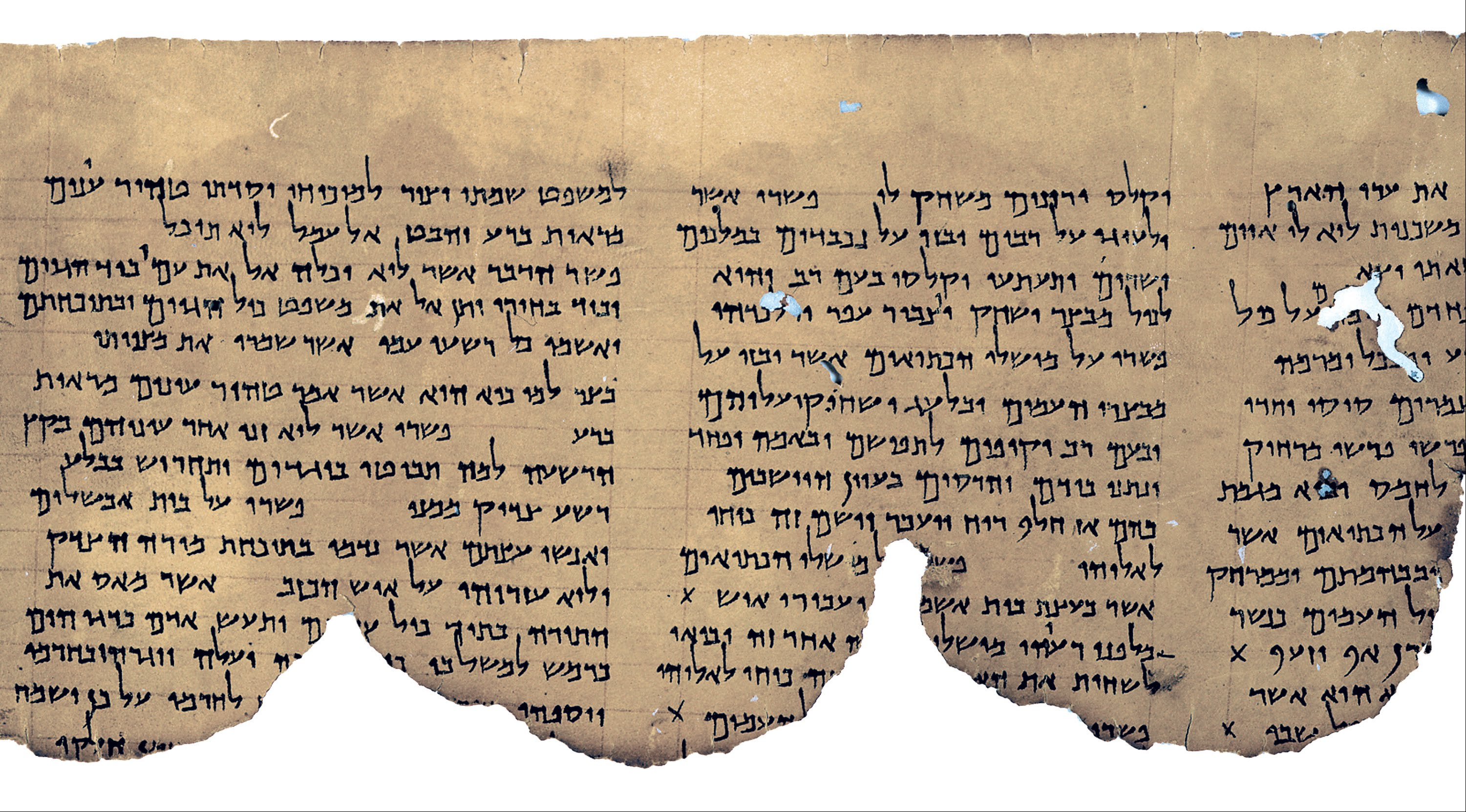
(Gedeelte van) het in Qmran gevonden pesjer op Habakuk (1QpHab)

Pesjer (Hebreeuws:פשר) is een transliteratie uit het Hebreeuws en betekent "interpretatie". Dit begrip werd bekend door verschillende  handschriften, onder de Dode Zee-rollen, waarvan het pesjer op Habakuk (1QpHab) de bekendste is.
De pesjariem (meervoud) bieden een wijze van tekstinterpretatie waarbij teksten uit de Hebreeuwse Bijbel als profetische teksten gelezen worden, met een actualiserende duiding.